# セラフィム (バンド)
セラフィム (Seraphim、六翼天使) は、台湾のパワー・メタル、シンフォニック・メタル・バンド。
Firedanceというバンドで活動していたケーザー・シューを中心として2001年に結成、同年にレコード・デビュー。2004年にアルバム『AI～愛』で日本デビューを果たし、このアルバムに伴うワールド・ツアーとしてロシア、ドイツ、香港、さらにBlood Stain Childやスカイラークと一緒に日本でライブを行った。

## ラインナップ
- クイン･ウェン 翁碩瑜 Quinn Weng - ヴォーカル
- ケーザー・シュー 許世晃 Kessier Hsu - ギター
- 邵依帆 Van Shaw - ドラムス
- Mars Liu - ベース
- Thiago Trinsi - ギター

### 過去のメンバー
- 張丹誠 Evil Dan - ギター
- ペイ・リー 李佩穎 Pay Lee - ヴォーカル
- サイモン・リン 林劭民 Simon Lin - ドラムス
- 葉啓中 Jax Yah - ベース、ヴォーカル
- 盧欣民 Minco Lu - ベース
- ルーカス・ファング 黄志華 Lucas Huang - ギター

## ディスコグラフィ
- 不死魂 The Soul That Never Dies (2001)
- 平等精靈 The Equal Spirit (2003)
- 愛 Ai (2004)
- 日出東方 Rising (2007)